# رفتار جنسی غیرتولیدمثلی در جانوران
رفتار جنسی غیرتولیدمثلی (به انگلیسی: Non-reproductive sexual behavior in animals) شامل فعالیت‌های جنسی است که جانوران در آن شرکت می‌کنند ولی سبب تولیدمثل گونه نمی‌شود. اگرچه تولیدمثل همچنان توضیح اولیه برای رفتار جنسی در جانوران است، مشاهدات اخیر دربارهٔ رفتار جانوران دلایل دیگری را برای درگیر شدن در فعالیت‌های جنسی توسط جانوران ارائه کرده‌است. دیده شده‌است که جانوران برای پیوند رابطهٔ اجتماعی، مبادله با مواد مهم، محبت، جفت‌های مربیگری، شادی جنسی، یا به عنوان نشان دادن رتبه اجتماعی درگیر رابطه جنسی هستند. فعالیت‌های جنسی غیرزایشی دیده‌شده عبارتند از: سوار شدن بدون جفت‌گیری (بدون رابطه تناسلی، یا توسط یک ماده، یا توسط یک مرد جوان‌تر که هنوز منی تولید نمی‌کند)، رابطه جنسی دهانی، تحریک دستگاه تناسلی، تحریک مقعدی، جفت‌گیری برون‌گونه‌ای، و عمل محبت‌آمیز، هر چند که این کار را از ابتدای پیدایش خود انجام داده باشند، تردید وجود دارد. همچنین دیدن رابطه جنسی با شرکت توله‌ها، تعامل جنسی همجنس‌گرایانه، و همچنین رابطه جنسی با جانوران مرده وجود داشته‌است.
رابطه جنسی خودکار یا دهانی در جانوران در عنکبوت‌ها (عنکبوت درختی داروین و عنکبوت‌های بیوه)، خرس‌های قهوه‌ای، ماکاک‌های دم‌بریده، ماکاک‌های تبتی، گرگ‌ها، بزها، نخستی‌ها، خفاش‌ها، سنجاب‌های زمینی دماغه و گوسفندها ثبت شده‌است.

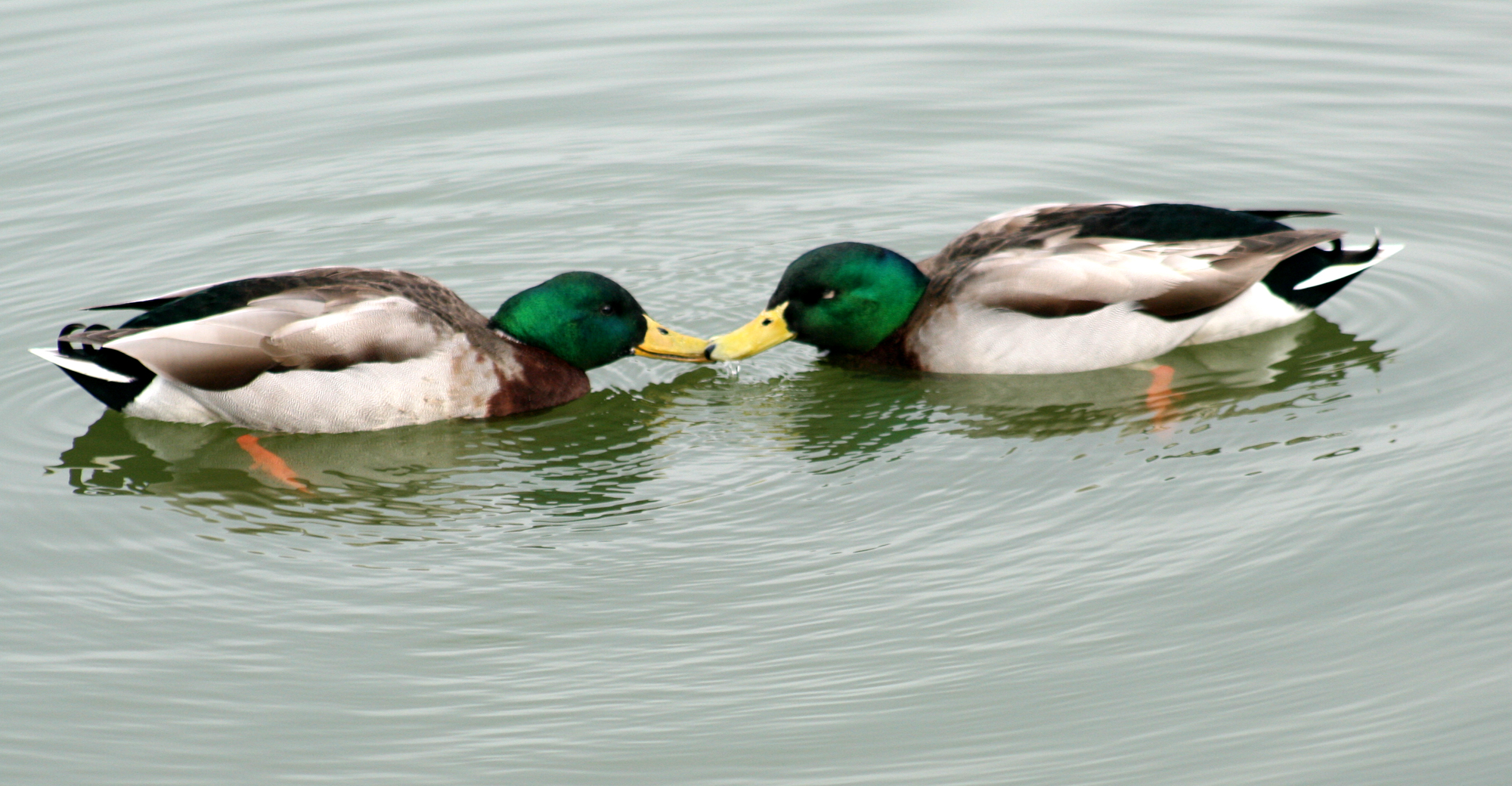
دو مرغابی سرسبز نر. دارای میزان فعالیت جنسی نر-نر هستند که برای پرندگان به‌طور نامعمول بالاست و در برخی موارد به ۱۹ درصد از جفت‌های یک جمعیت می‌رسد.

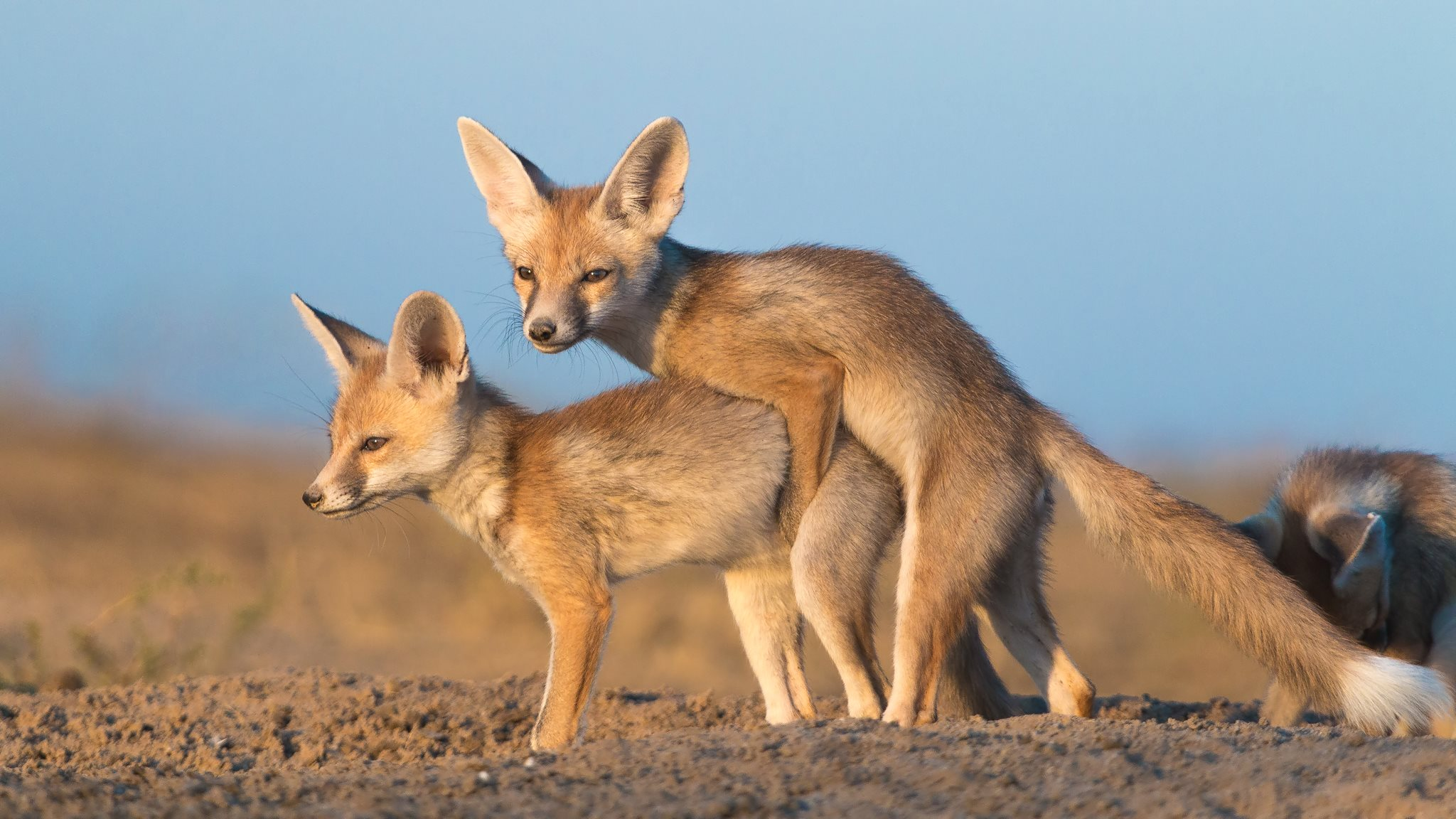
«جفت‌گیری ساختگی» در توله‌های روباه صحرا

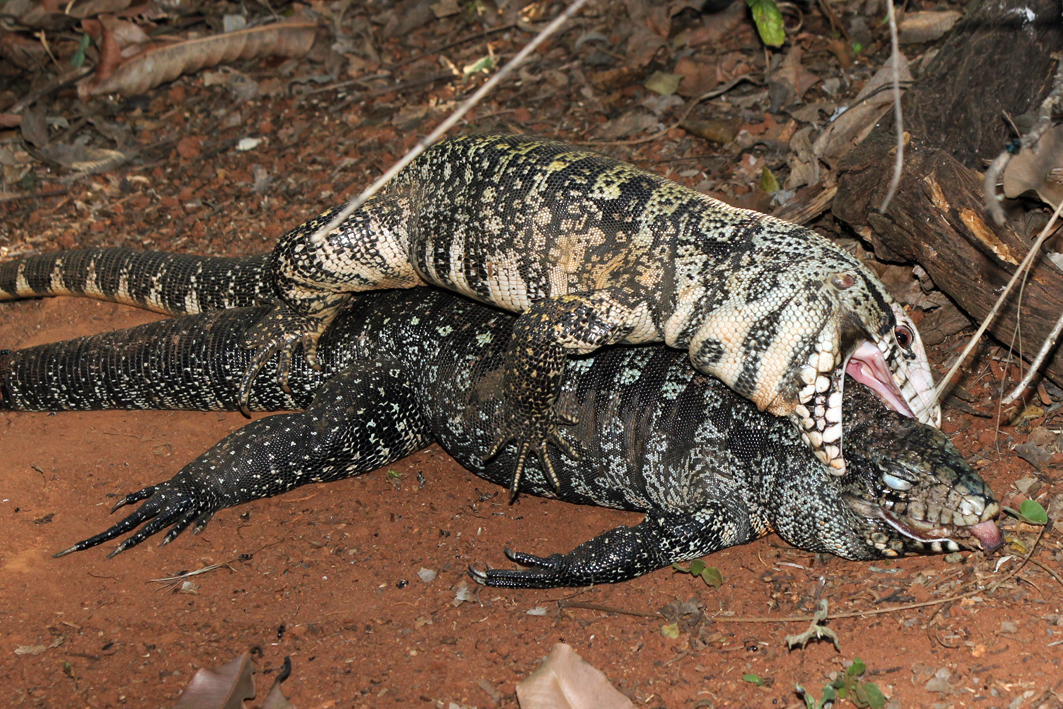
یک تگوی سیاه‌وسفید نر روی ماده‌ای که دو روز پیش مرده‌است، سوار می‌شود و تلاش می‌کند تا با جفت‌گیری کند. عکس از ایوان سازیما.